# Hüde
Hüde è un comune di 1.063 abitanti della Bassa Sassonia, in Germania.
Appartiene al circondario (Landkreis) di Diepholz (targa DH) ed è parte della comunità amministrativa (Samtgemeinde) di Altes Amt Lemförde.

## Amministrazione

### Gemellaggi
- Fiume Veneto, dal 2002